# Odoardo Lalli
Odoardo Lalli (Roma, 1829 – Firenze, 1909) è stato un pittore italiano.
Pittore paesaggista, fu vicino all'ambiente dei Macchiaioli.

## Biografia
Odoardo Lalli mostrò precocemente una spiccata inclinazione e talento per la pittura e giovanissimo si trasferì da Roma, dove era nato nel 1829, a Firenze per iscriversi alla locale Accademia di Belle Arti.
Qui diventa allievo di un rinomato artista fiorentino dell'epoca, Giuseppe Bezzuoli (che allora si chiamava Bezzoli), che è considerato tra i protagonisti assoluti della pittura romantica e storica italiana, e che vi insegnava pittura dal 1844, quando era succeduto a Pietro Benvenuti (1769-1844) che a sua volta era stato allievo di Jean-Louis David.

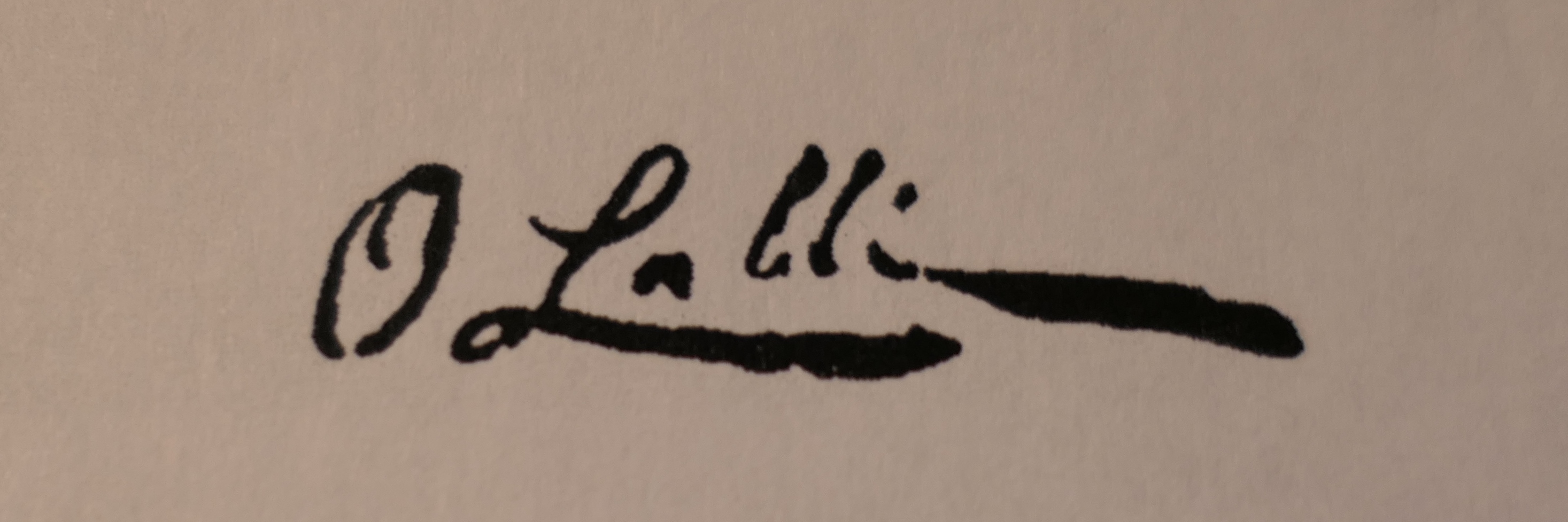
Firma.

Odoardo Lalli si ritrovò così ad essere compagno di scuola con Giovanni Fattori, che era di quattro anni più anziano di lui e del quale divenne anche amico, al punto che questi gli offrì di condividere lo studio che aveva da poco aperto in via della Pergola, a pochi passi da quelli di Vincenzo Cabianca e di Telemaco Signorini. Questa scelta si rivelò felice perché "il giovanotto romano (il Lalli) ... era un bravissimo figliolo ... non alto, una carnagione bianchissima che faceva spiccare il biondo rossiccio dei capelli, non molti, e del piccolo pizzo che oltre a rappresentare la moda, serviva anche bene per compensare l'ampia stempiatura di chi lo portava". Questo racconta il Giardelli, e questo mostra il suo "Autoritratto" del 1854 che ora è conservato alla Galleria Nazionale d'Arte Moderna di Palazzo Pitti a Firenze, dove è presente anche una sua tavola raffigurante "Veduta della chiesa di S. Andrea di Monte Carlo in val di Nievole". Poi Giardelli prosegue: "Formarono una coppia - il livornese e il romano - assai affiatata ... lavoravano cavando i loro quadri dai più noti argomenti romantici e, il Lalli, dalla storia: sacra o di Firenze antica. Ma trovavano anche il tempo per dar da fare alle modelle che capitavano in quella loro stanza: anzi, in argomento, avevano qualche volta ghiribizzi che provocavano strilli e risate".
Da questi studi in via della Pergola se ne andarono man mano sia Fattori, sia Signorini, sia Cabianca; un altro vicino, Beppe Moricci, timido e serio, già qui presente da prima col suo studio all'angolo con via degli Alfani, quasi subito si era trasferito mal sopportando la troppo allegra brigata. Ma non se ne andò invece Odoardo Lalli che anzi vi rimase per molti anni dandovi anche ospitalità a Cabianca, col quale durante i suoi anni fiorentini si era stabilita una forte amicizia, ogni volta che questi, dopo che si era stabilito a Roma con la famiglia, ritornava per qualche tempo a Firenze. E in una di queste occasioni, per sdebitarsi, Cabianca gli fece dono, dedicandolo "all'amico Lalli", di un quadro del 1867 "Interno di chiostro", poi alienato dagli eredi e ora in una collezione privata. Anche da Silvestro Lega, per motivi che si ignorano, Lalli ricevette in dono, con dedica, il piccolo studio del 1863 per "La educazione al lavoro (La matassa)".

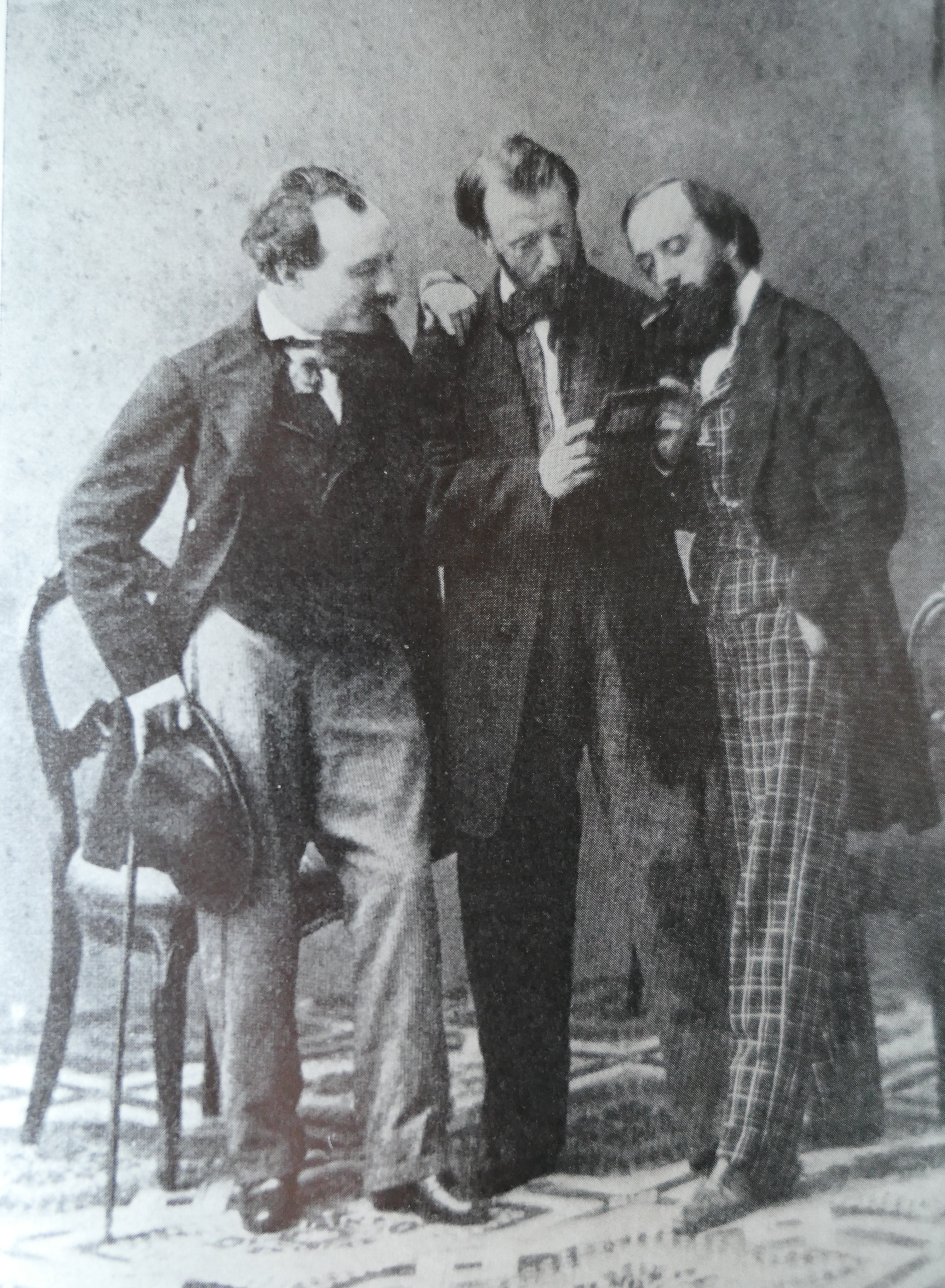
O. Lalli è il primo a sinistra, con F. Buonamici e S. Ussi a destra in una foto d'epoca.

A partire dal 1855, così riferisce Telemaco Signorini in veste di scrittore nel suo Caricaturisti e Caricaturati, Odoardo Lalli si aggiunge al novero dei pittori che frequentano il Caffè Michelangelo di via Larga (oggi via Cavour) a Firenze, che era diventato il ritrovo dei giovani artisti in rivolta contro l'arte tradizionale che veniva proposta e insegnata nella vicina Accademia fiorentina di piazza San Marco e che cominciavano a essere chiamati, con un po' di disprezzo, "pittori di Macchia", in quanto teorizzavano che le forme vengono create dalla luce attraverso le "macchie" di colore accostate e sovrapposte, senza la fase preparatoria del disegno: e in questo ambiente Lalli apporta i suoi contributi non solo teorici al dibattito sulle nuove idee. Il termine "Macchiaioli" verrà poi usato per la prima volta ufficialmente in un articolo della Gazzetta del Popolo del novembre 1862, sempre con intento dileggiativo, ma i pittori oggetto della definizione vollero continuare ad adottarlo.
Insieme agli artisti sopracitati e ad altri tra cui Cristiano Banti, Silvestro Lega, Odoardo Borrani, Federico Zandomeneghi, il 1º ottobre 1863 redige lo Statuto della Società Promotrice di Belle Arti, in seno alla Fratellanza Artigiana di Firenze.
L'anno dell'esordio artistico di Odoardo Lalli è il 1853: alla Mostra della Promotrice Fiorentina espone uno dei dipinti che suscita maggior interesse, dal titolo "Costume di Calabria", un soggetto rurale che dopo di allora rappresenterà spesso, in tal modo discostandosi dalle classiche tematiche storico-letterarie e così seguendo le nuove ispirazioni che confluiranno nella corrente che si definirà macchiaiola, e lo farà anche in altre sue opere come "Scena campestre con contadini" dove questa influenza è particolarmente evidente e che ora è alla Galleria Nazionale d'Arte Moderna di Roma, e in altre della maturità come "Idillio campestre (Corteggiamento alla fonte)" ora in collezione privata, o "Cascina" del 1901.
Alcuni anni dopo, nel 1861, l'anno della proclamazione del Regno d'Italia, partecipa alla Esposizione Nazionale di Firenze presentando il dipinto "Il Risorgimento italiano", un soggetto classico che era fortemente attuale e in voga in quel momento. A quella Esposizione, inaugurata il 15 settembre nella Stazione di Porta Prato (la Leopolda) con la presenza del re Vittorio Emanuele II vi erano rappresentati sia prodotti agricoli che industriali e di Belle Arti, con 426 sculture e 997 dipinti di artisti di ogni parte della nuova Italia: e i toscani erano naturalmente i più numerosi. Va anche però detto che l'esito della Mostra, dal punto di vista artistico, non fu dei più confortanti: la giuria non fu ritenuta di buon livello tanto che tredici artisti, pur premiati, rifiutarono. E anche dalla parte del pubblico intervenuto gli esponenti della nuova corrente pittorica che di lì a poco sarebbe stata ufficialmente definita dei Macchiaioli non furono in quella circostanza né capiti né apprezzati.
L'anno seguente 1862 Odoardo Lalli espone alla Promotrice di Firenze "Il conte Ugolino nel carcere di Pisa" (già esposto anche l'anno prima) e "Anacreonte nelle sue ispirazioni poetiche" (che ripresenterà l'anno successivo anche alla Promotrice di Torino e ancora a quella di Firenze). Sempre a Firenze, nel 1873, presenta "I giovanetti studiosi" (che riporterà nel 1874): anche con questo titolo suggestivo si discosta dalla consueta tematica storico-letteraria e continua così l'alternanza tra soggetti classici e rappresentazioni pittoriche innovative e veriste, specialmente di paesaggi animati da figure, sulla scia della produzione dei Macchiaioli e di Vincenzo Cabianca e di Odoardo Borrani in particolare. Nella Promotrice del 1867 ritorna a un soggetto classico ed espone "Dante ricordandosi della sua Beatrice disegna un angelo" e in questa edizione figura anche come rappresentante di Cabianca, che è ormai trasferito da qualche anno a Roma ma col quale, come detto, mantiene costanti rapporti amicali.
Odoardo Lalli è quasi sempre presente anche nelle Promotrici fiorentine degli anni successivi: nel 1868 porta "Riposo sulle rive dell'Arno" (che figura anche nel 1869 e nel 1870) "Canta Storie" e "La Madonna col Divin Figlio". Nel 1869 un nuovo dipinto è "La vocazione all'arte di Bernardino Poccetti" (che riporta anche l'anno seguente). Nel 1870 espone, oltre ai due citati, "La gioventù di Dante". Nel 1872 espone "Una romanza", nel 1875 "Dante Alighieri" e "La trecciaiuola", nel 1876 "Pescatore", nel 1877 "La lettura del Boccaccio", nel 1880 "Dante e Beatrice". 

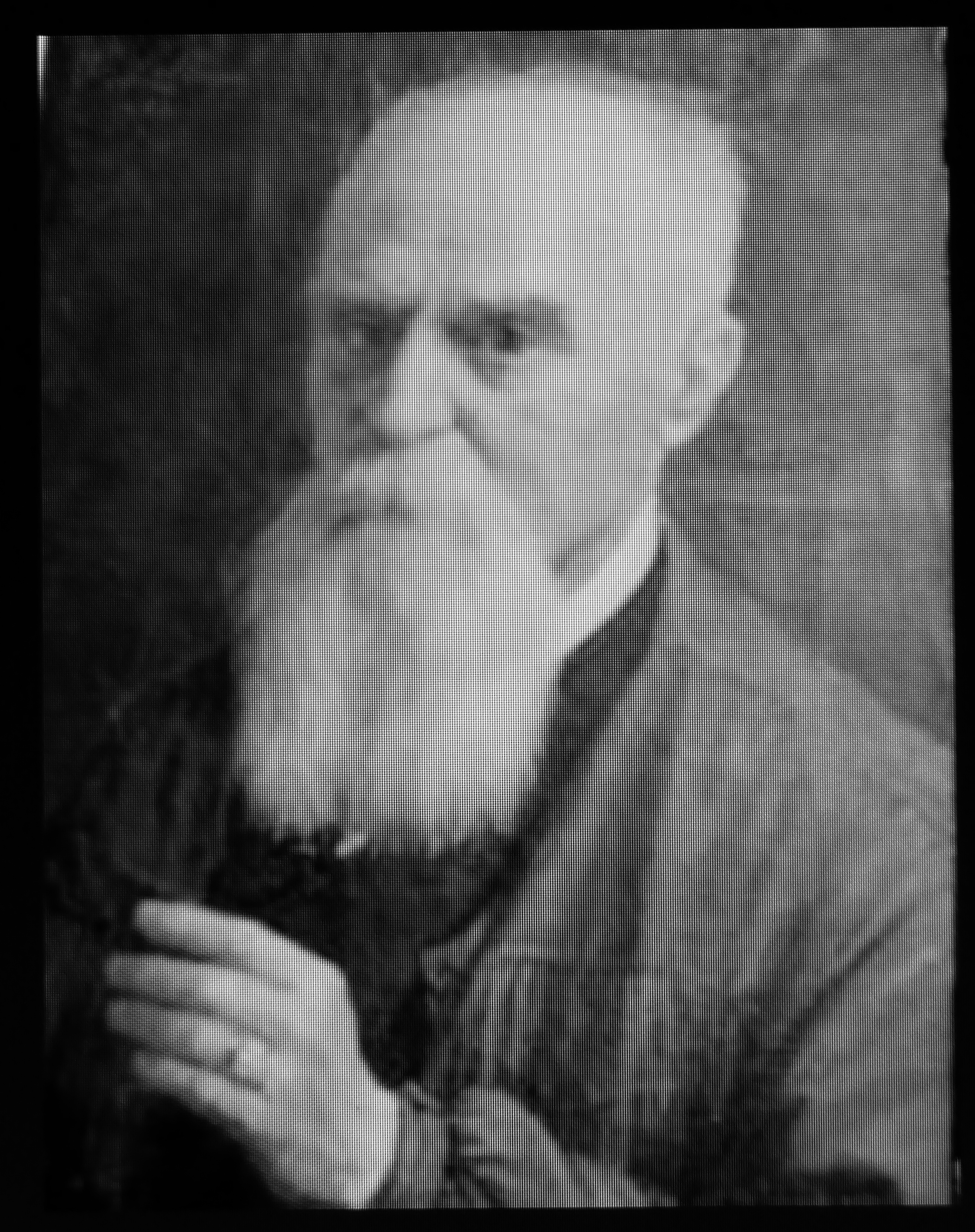
Autoritratto, 1904.

Tra le sue opere successive al 1880, gli anni della piena maturità artistica, sono da ricordare "Vita in campagna" del 1880-85, "La casa di Michelangelo a Caprese" datata 1885, e "La sorgente del Tevere" del 1890, nelle quali l'artista esprime al meglio "il meticoloso disegno dettagliato delle forme, l'uso sapiente e suggestivo delle ombre e delle luci, la padronanza dell'articolazione dei passaggi dal paesaggio alla figura". Ciò è particolarmente evidente nella grande tela (cm. 120x152) "Il Mugnone alla Badia" in cui "è suggestivo il gioco delle ombre e delle luci che modellano sapientemente i massi e le rocce, animati dalla presenza della figura, posta volutamente decentrata e in penombra". Quindi, volendo sintetizzare il percorso artistico di Odoardo Lalli si potrebbe dire che dopo una fase essenzialmente classica e romantica corrispondente al periodo dell'Accademia, è stato influenzato e fatto partecipe delle novità della pittura "di macchia" e "en plein air" iniziata dagli amici del Caffè Michelangelo (come nel dipinto "Scena campestre con contadini"), per poi evolversi autonomamente verso una pittura che mediava i nuovi soggetti paesaggistici e naturalistici con un discorso pittorico meno lontano dalla tradizione, e invece ancora preciso, particolareggiato, attento ai dettagli. Anzi, a questo riguardo, si potrebbe trovare un elemento caratterizzante comune a molte sue opere, specialmente di questa produzione più matura, nella frequente accurata rappresentazione di muri di pietra o in sasso, o a secco, di massi, di rocce, nella cui resa pittorica egli era divenuto assai abile ed essendo di ciò consapevole spesso li inseriva nelle sue realizzazioni.
Odoardo Lalli si sposò in età matura a Firenze con Annunziata Corsi, di vent'anni più giovane, a sua volta nota miniaturista e descritta dai contemporanei come "artista abilissima, bella ed elegante". Si ricorda l'episodio che le toccò in sorte durante una serata al Circolo Artistico fiorentino (che era stato inaugurato da poco, attorno al 1876, e con sede, dopo qualche peregrinare, in via dei Pucci) di vincere, con un biglietto che costava una lira, il bozzetto "Il quadrato di Custoza" di Fattori; e l'artista, che era presente, fu il primo a compiacersene con la signora perché era anche la moglie del suo carissimo amico Lalli, oltre che un'artista lei stessa. Dal loro matrimonio ebbero un figlio, cui diedero nome Everardo (1880-1941) che divenne anch'egli uno stimato pittore.
Durante la sua vita Odoardo Lalli oltre che pittore fu anche per molti anni collezionista delle opere degli artisti suoi contemporanei, colleghi e amici che frequentavano come lui il Caffè Michelangelo. Quando però si ammalò di una malattia che in poco tempo lo portò alla fine e chiamò a curarlo il suo medico, il dottor Panichi, anch'egli appassionato d'arte, volle offrire, separandosene, a colui dal quale sperava di ottenere la guarigione molti dei tanti bozzetti di Fattori, di Signorini, di Annibale Gatti e specialmente di Cabianca che da loro aveva avuto in tanti anni di frequentazione.
Odoardo Lalli si spense così nella sua amata Firenze nel 1909, ottantenne, lasciando alla vedova e al figlio il resto della collezione.

## Dipinti

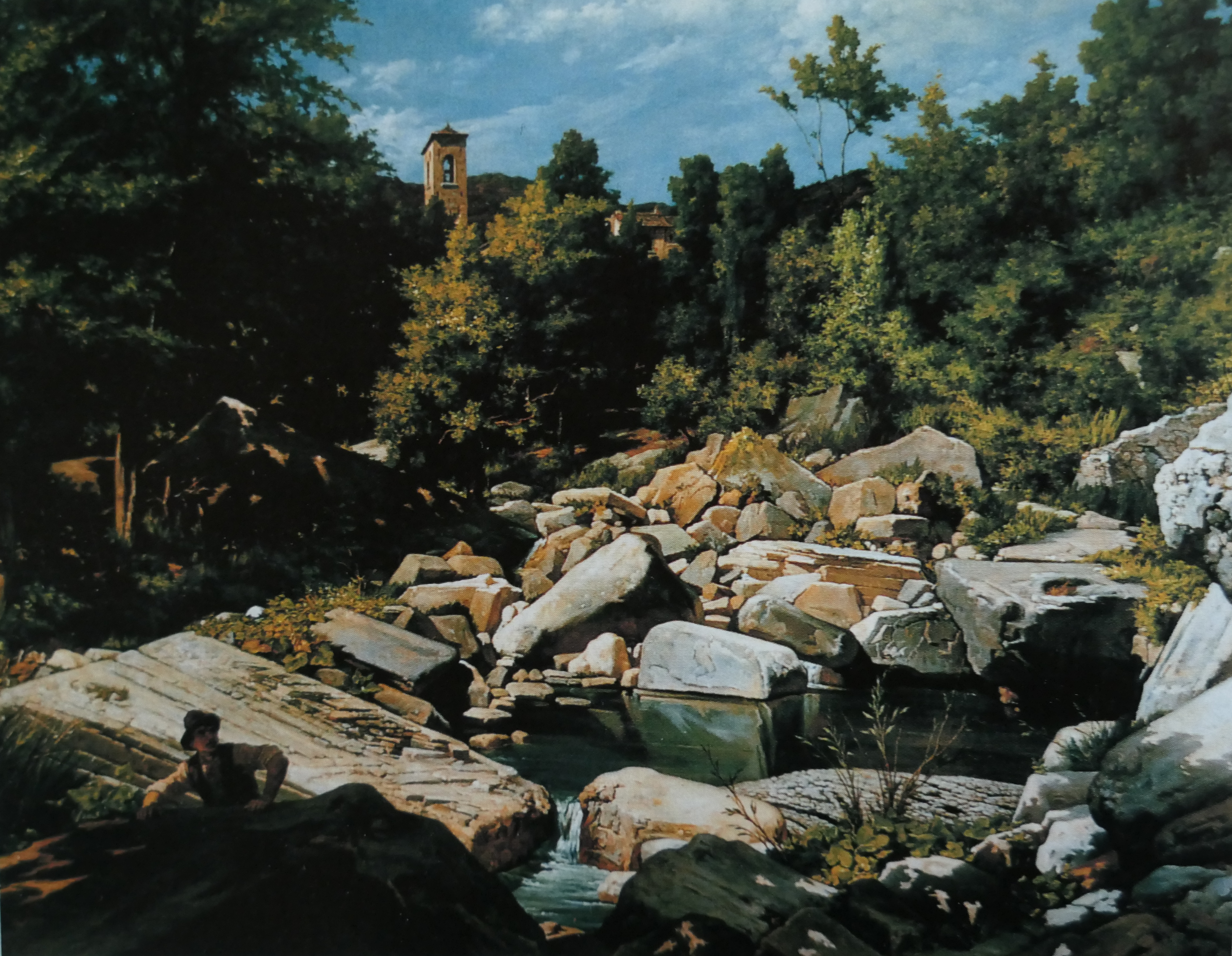
Il Mugnone alla Badia, 1885-1890.
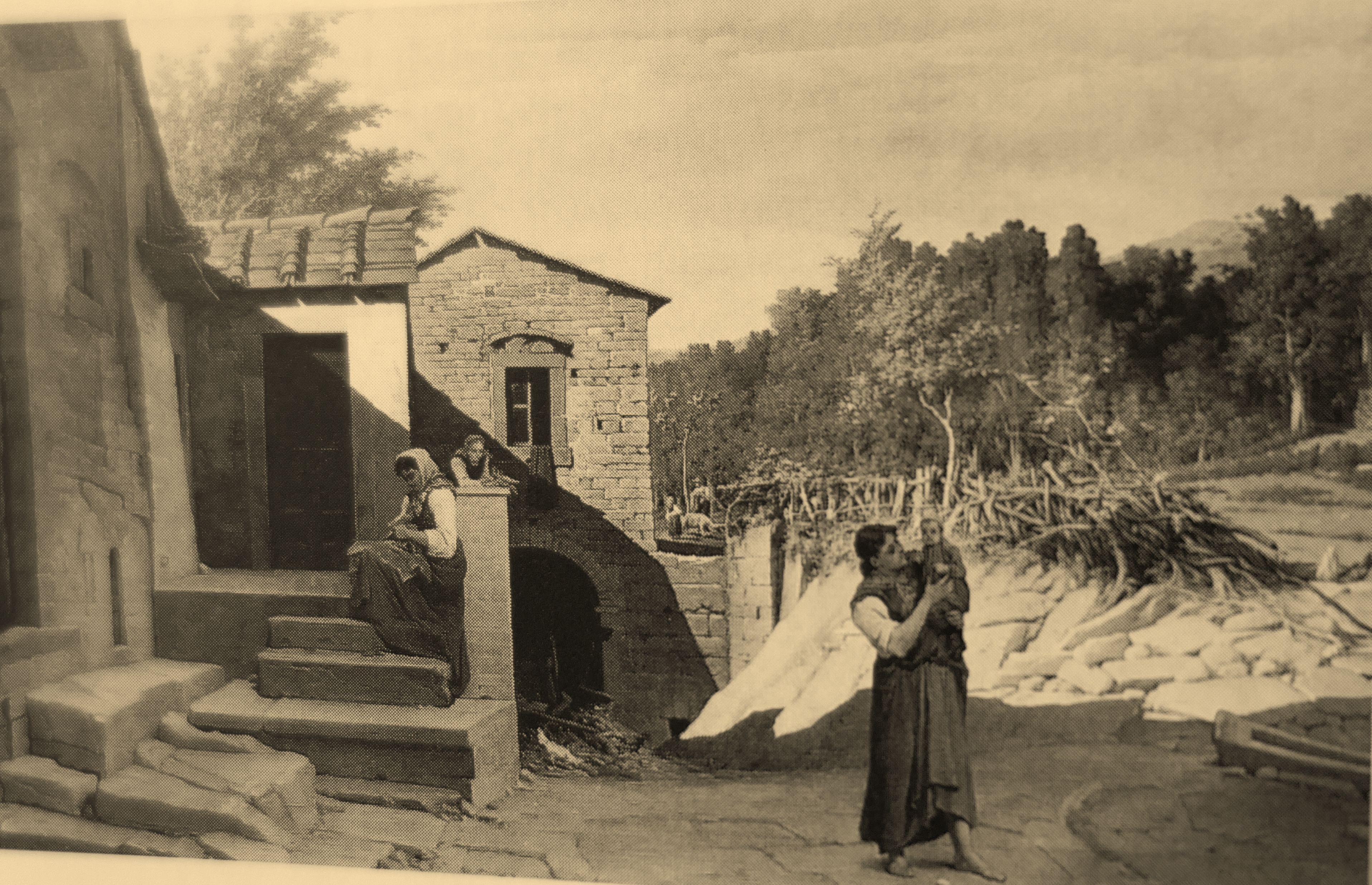
Vita in campagna, 1880-1885
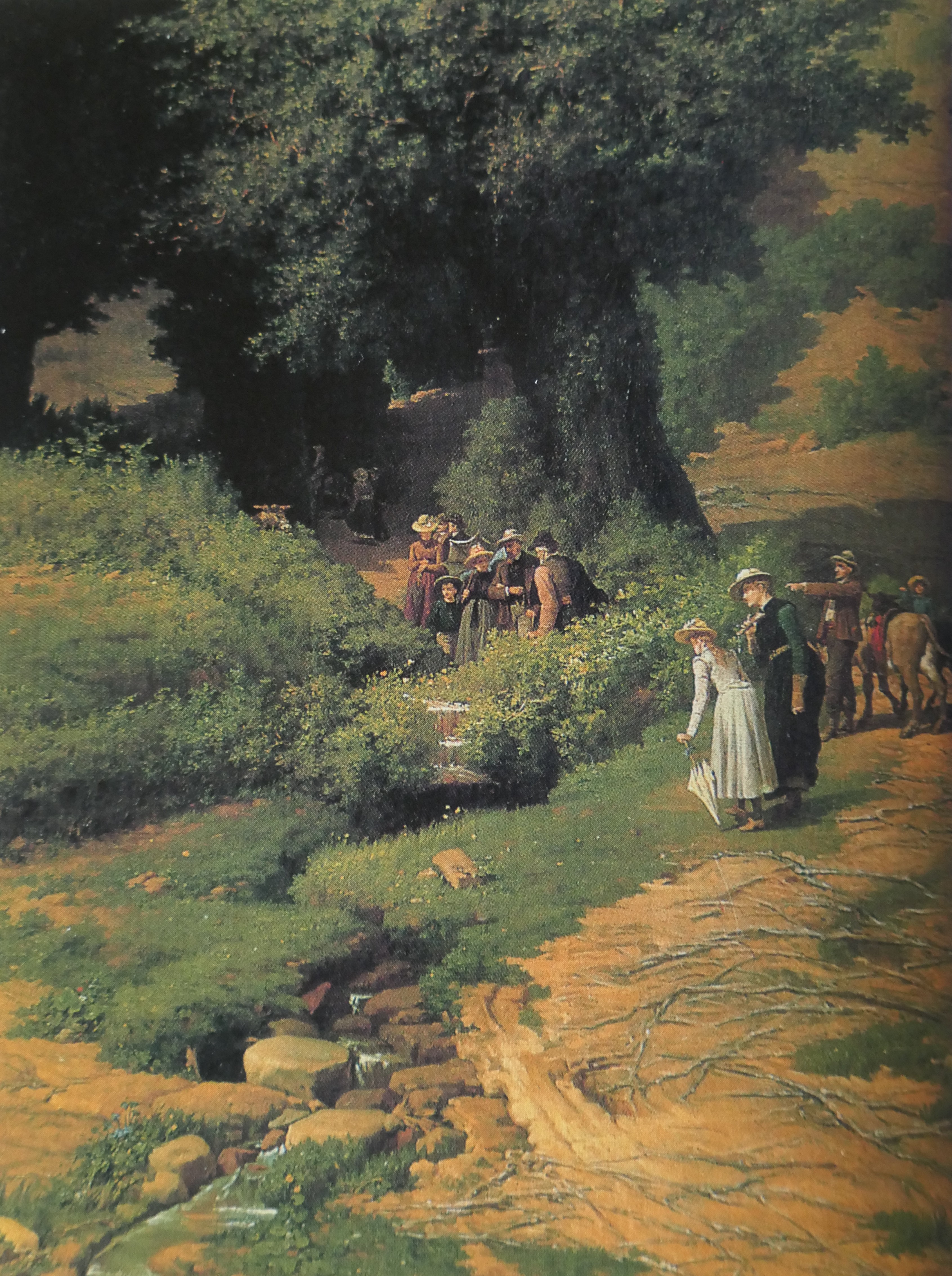
Alle sorgenti del Tevere[27], 1890 circa.
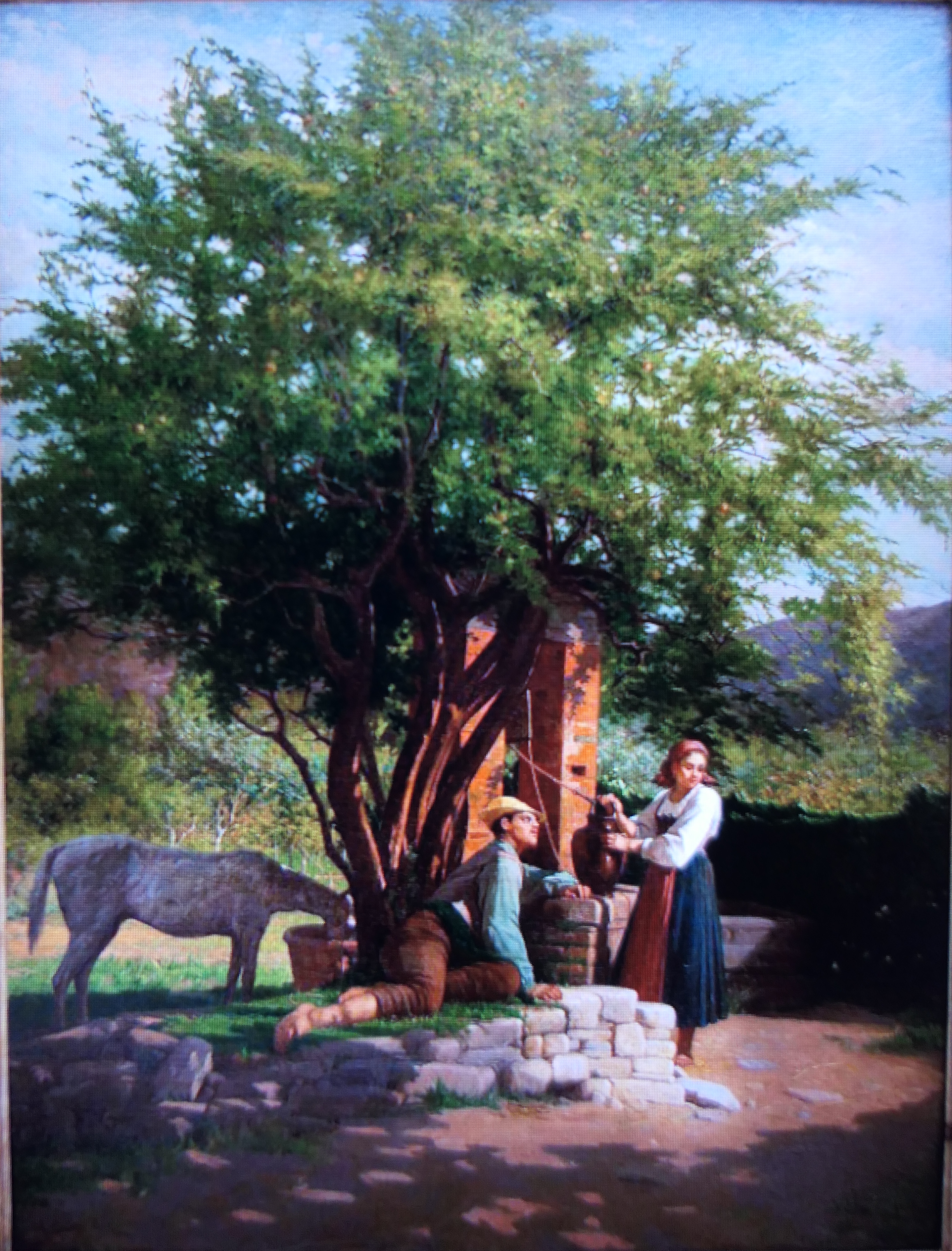
Idillio campestre (Corteggiamento alla fonte).
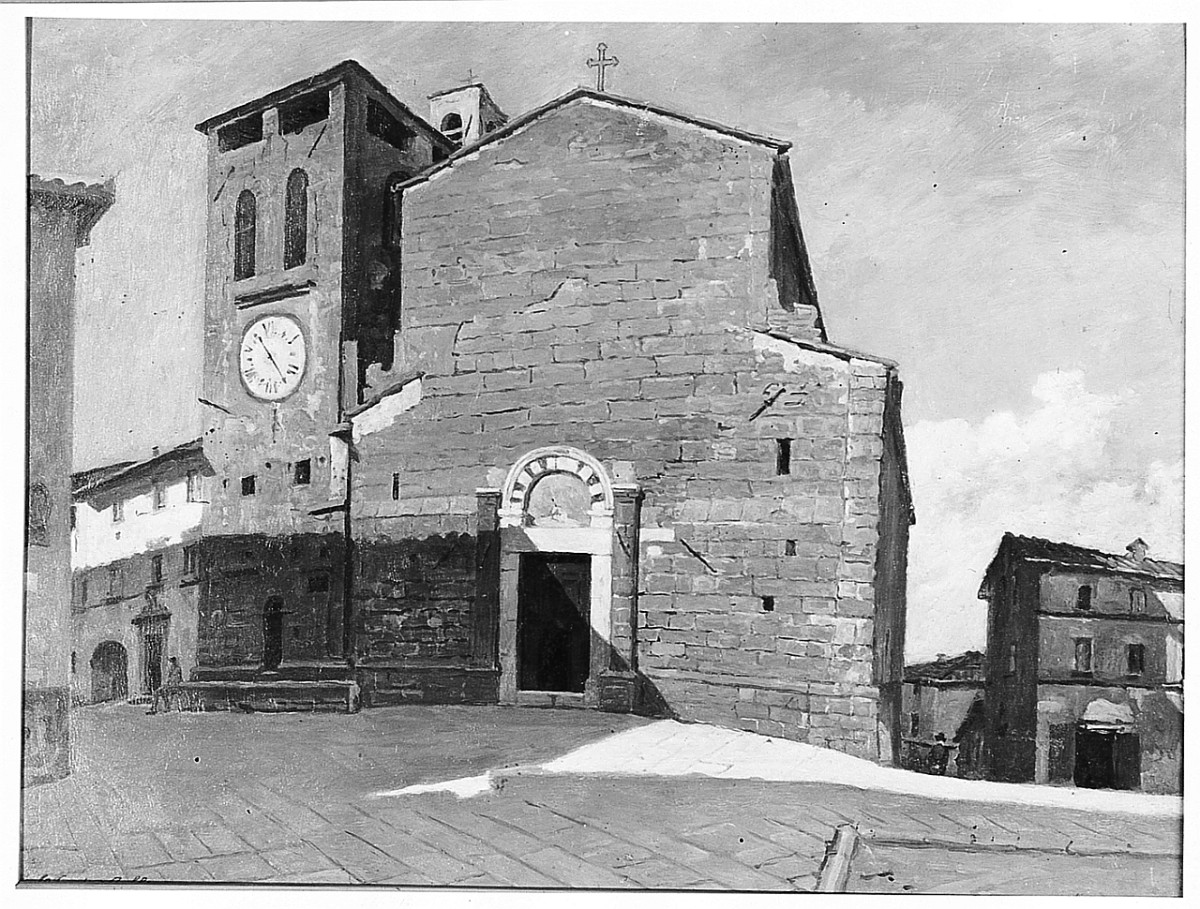
La Chiesa di S. Andrea di Monte Carlo.
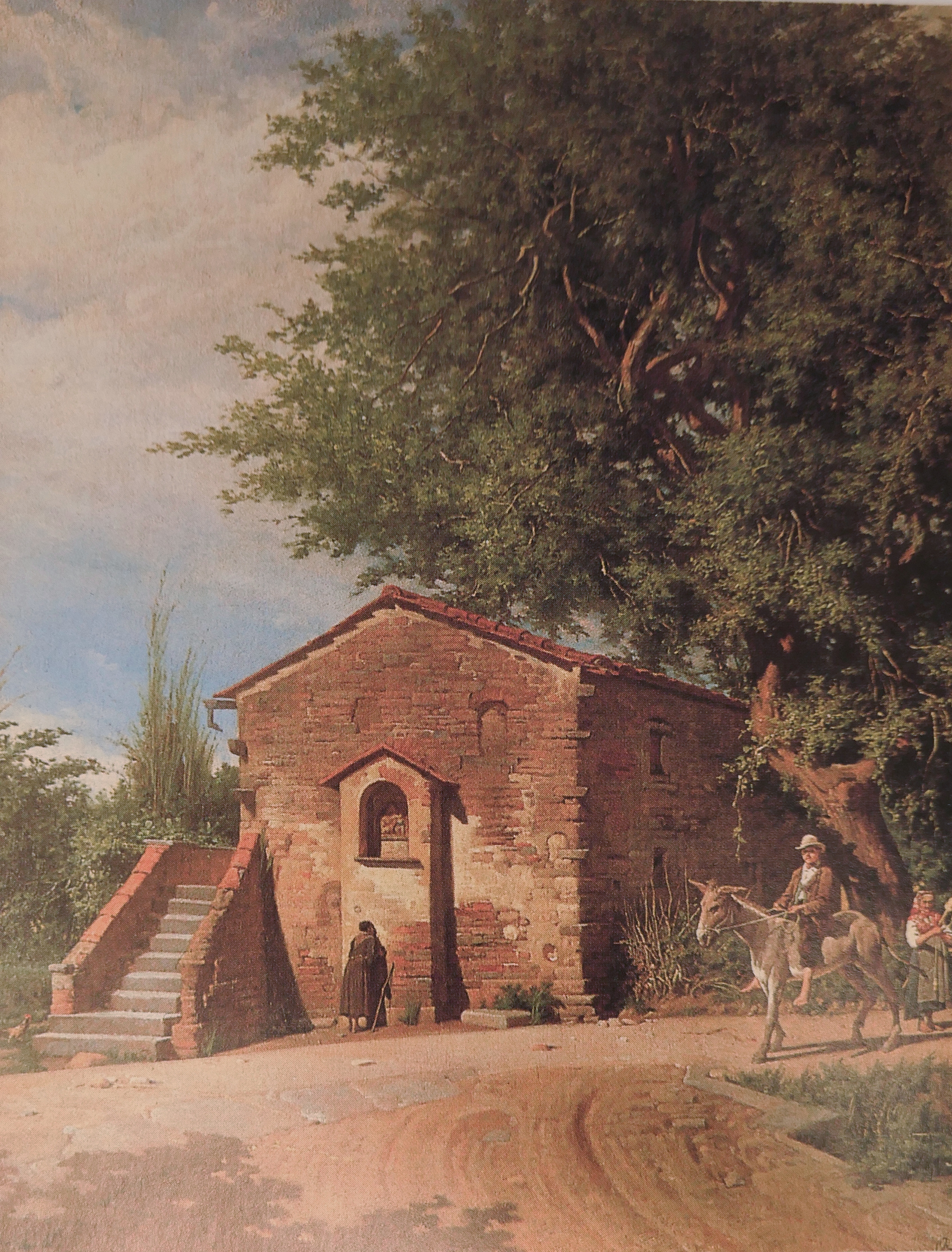
La casa di Michelangelo a Caprese (Il tabernacolo), 1885.
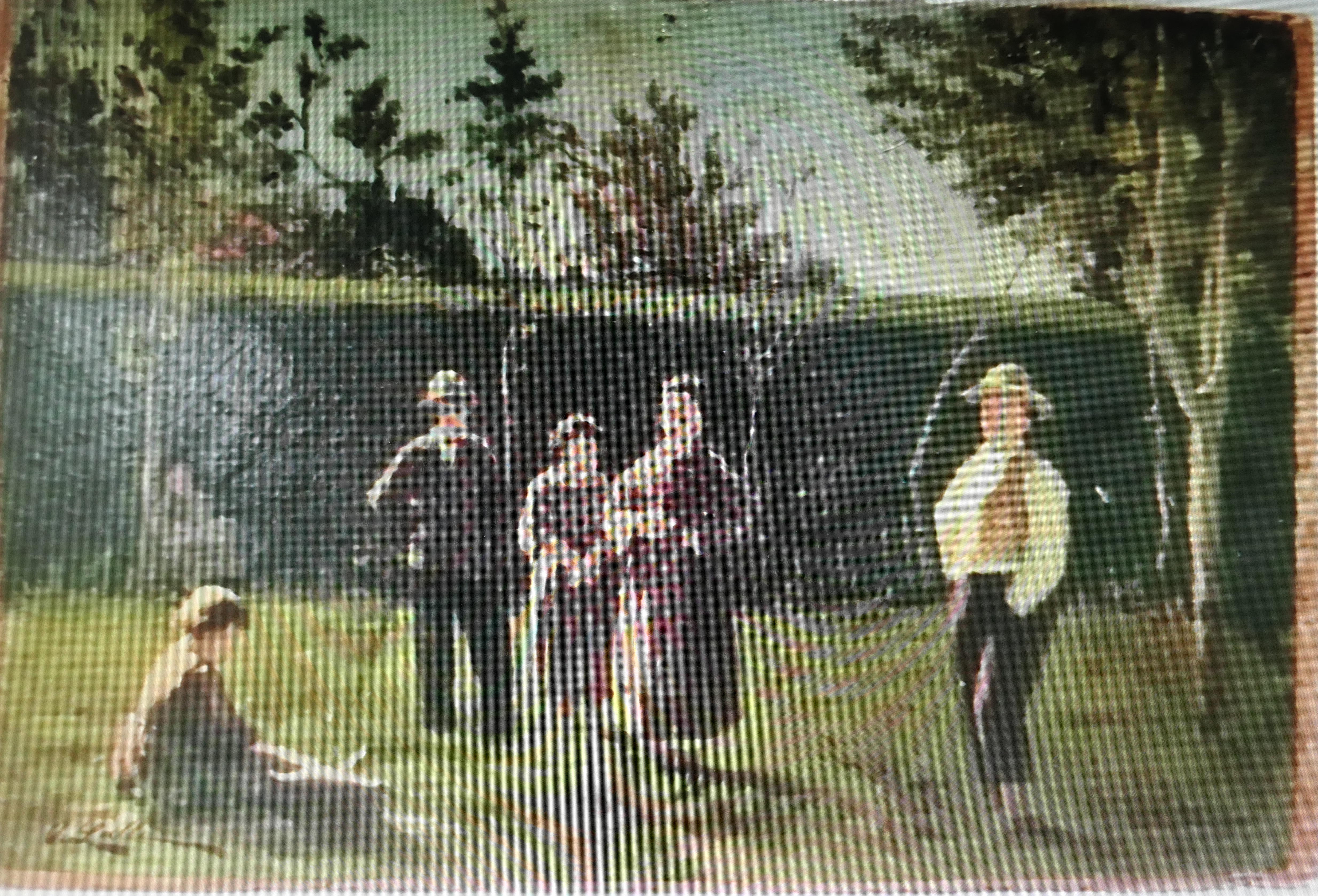
Scena campestre con contadini, 1853[28].
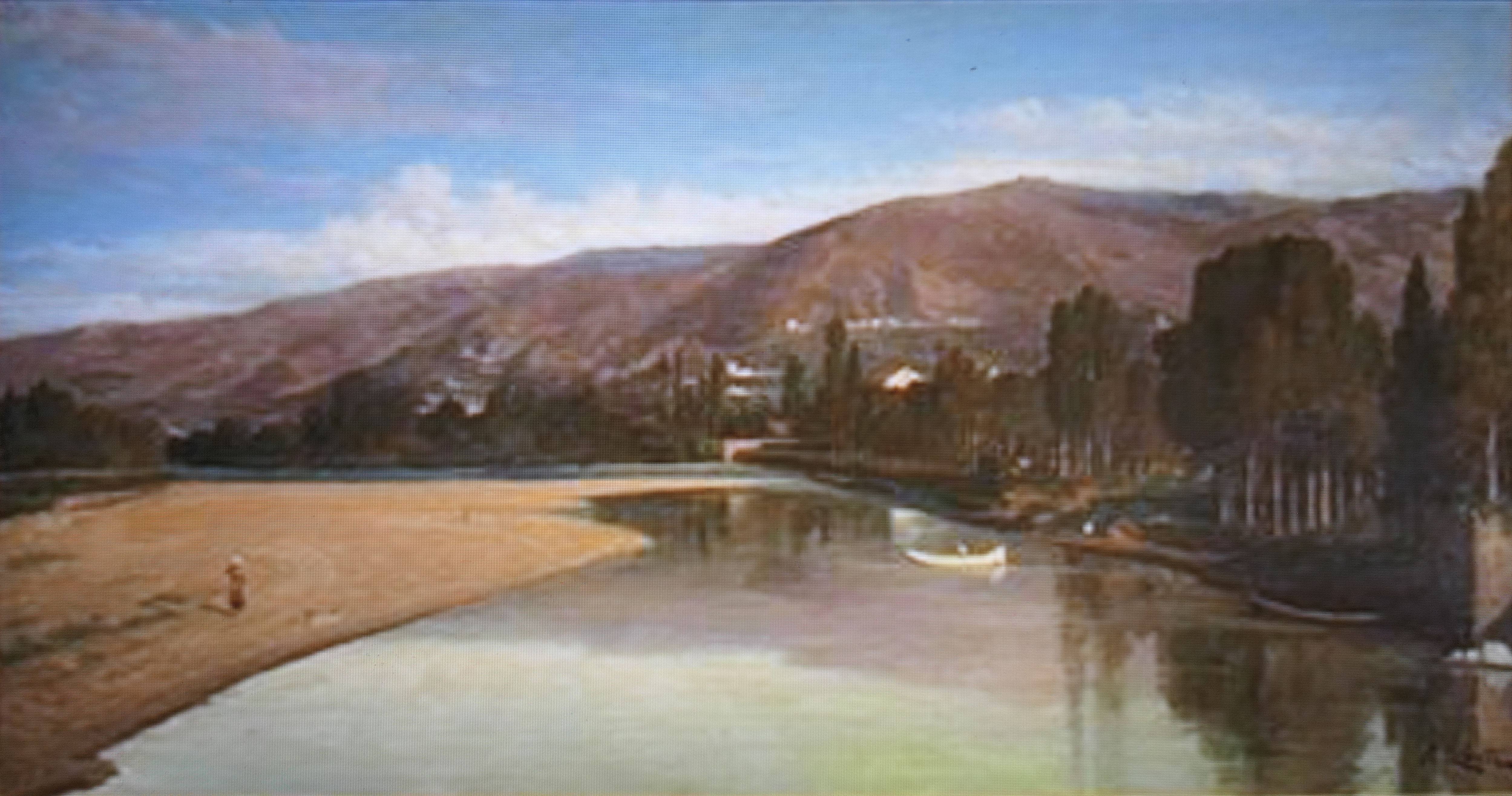
L'Arno di Rovezzano, 1865.
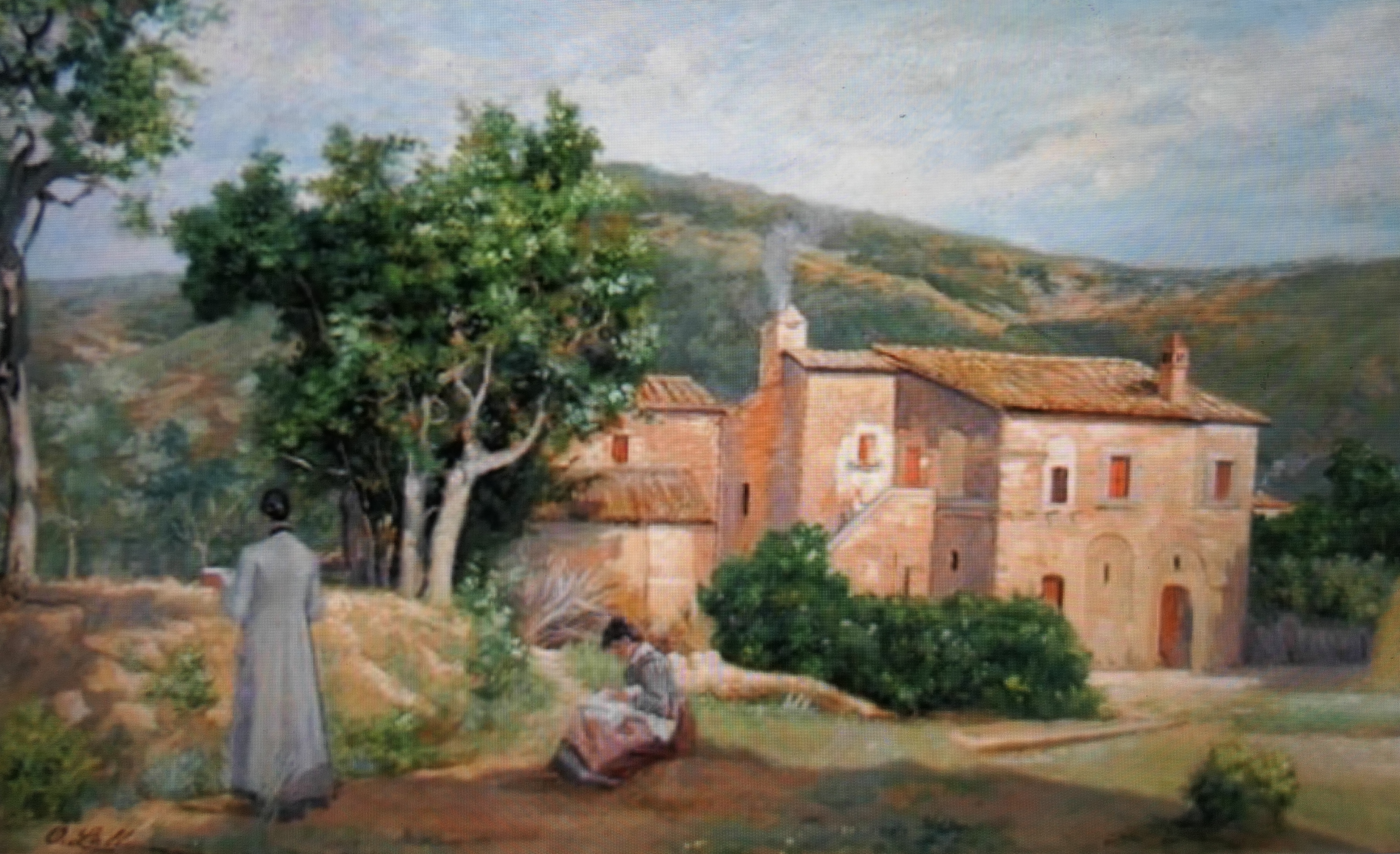
San Giovanni Valdarno.